# Ulovlig Kærlighed
Ulovlig Kærlighed (originaltitel: Lawless Love) er en amerikansk stumfilm fra 1918 instrueret af Robert Thornby. Filmen er en romantisk western baseret på novellen Above the Law af Max Brand (skrevet under pseudonymet Frederick Schiller Faust). Den er produceret og distribueret af Fox Film Corporation.
Filmen anses at være gået tabt.
Filmen havde amerikansk premiere den 23. august 1918 og havde dansk biografpremiere den 20. december 1920 i Vesterbros Teater i København.

## Handling
En teatertrup er strandet et sted ude i det lovløse vesten, og den førende skuespillerinde i truppen, LaBelle Geraldine (spillet af Jewel Carmen), forsøger at finde på en måde at komme tilbage til civilisationen. Hun lægger en plan, hvorefter en af truppens mandlige skuespillere, Freddie Montgomery (spillet af Edward Hearn), skal spille banditten "Black Jim". Der er udlovet en dusør til den, der fanger Black Jim, og Geraldine vil have dusøren.
Planerne forpurres, da den rigtige bandit Black Jim pludselig dukker op. Black Jim bortfører Geraldine til sin hytte. Teatertruppen kommer Geraldine til undsætning, men Freddie viser sig at være en kujon, hvorimod Black Jim i stedet forsvarer Geraldine. Under kampen bryder hytten i brand og Black Jim og Geraldine undslipper. Black Jim har fundet kærligheden og lægger sit liv om og bliver en lovlydig borger.

## Medvirkende i udvalg
- Jewel Carmen som LaBelle Geraldine
- Henry Woodward som Black Jim
- Edward Hearn som Freddie Montgomery